# Wintel
Wintel（ウィンテル）とは、米マイクロソフト製のWindowsオペレーティングシステムと、米インテル製のCPUやチップセットを搭載したコンピュータのことを指す通称である。また、マイクロソフトとインテルの提携関係のことを言う場合もある（用例：Wintel同盟・ウィンテル連合）。両社のOS・CPUが搭載されたパソコンが大きなシェアを獲得し蜜月状態であることから、この体制を批判的に表現する際に用いられていた。またMacユーザーがWindowsPCを揶揄する際に用いられた言葉でもある。

## 主な経緯
インテルとマイクロソフトは1980年代の初期x86アーキテクチャとMS-DOSから協力関係にあり、Windowsの成功により30年以上にわたって両社でパソコン市場、ひいてはIT業界において強大な影響力を持つに至った。

### MacintoshのインテルCPU採用
2006年にAppleのMacintoshがIBMのPowerアーキテクチャからインテル製CPU・チップセットに転換した。これによりインテルとマイクロソフトの蜜月関係にも何らかの影響を及ぼした可能性がある。

### 「次世代DVD戦争」への関与
第3世代光ディスクにおけるBlu-ray DiscとHD DVDの規格争いは当時「次世代DVD戦争」と呼ばれた。ウィンテル連合は次世代DVD戦争でHD DVD単独支持を表明し、多数のITメーカーがHD DVD参入を表明した。しかし元々Blu-ray Disc（BD）陣営だった企業の多くはBDにも軸足を残した両翼戦略をとり、HD DVD単独支持に転向した企業が殆ど無かったことも相まって、HD DVDはこの争いで敗退した。

### ポストPCデバイス
2000年代後半、両社はTablet PC、Ultra-Mobile PCなど新しいユーザインタフェースを搭載した機器を開発したが、大きく普及するには至らなかった。
一方でスマートフォンがパソコンの市場を上回るまでに成長し、タブレットも急成長している。その大部分はインテルの競合企業が製造するARMアーキテクチャのプロセッサと、アップルのiOSやGoogleのAndroid OSを搭載し、インテルとマイクロソフトは大きく出遅れた。
インテルはAtomプロセッサなどモバイル向けの取り組みを強化してたが、2016年開発を終了することが発表され、幕を閉じた。
またMoblinやMeeGoといったオープンソースの組み込みOSの開発に力を入れたものの、ほとんど成果がなく終了している。一方マイクロソフトはARMアーキテクチャ（例・Qualcomm Snapdragonシリーズ等）向けのWindows PhoneやWindows RTを推進しており、両社がパーソナルコンピュータ市場で築いた特別な関係は、この分野では発揮されていない。
マイクロソフトは人工知能(AI)の普及に伴い、自社での半導体開発を行い、OpenAI等のが開発に提携している。インテルとの決別というわけではなく、自社開発の半導体の製造にインテルの「A12」技術を用い、AIやクラウド時代の新しいインテルとの協業を模索している。